# The Syn
The Syn é uma banda inglesa de rock psicodélico que durou de 1965 à 1967 e reuniu-se novamente como uma banda de rock progressivo em 2004.

## História

### Primeiros anos
As origens do The Syn estão na antiga banda de R&B do norte de Londres High court, que inclui Steve nardelli na guitarra e seu colega George Arzimanov no vocal. A banda evoluiu e em 1965, agora com Nardelli no vocal e John Painter na guitarra, mudaram seu nome para The Syn.
Logo após a banda juntou-se com os The Selfs, com a união de Nardelli e Painter com Chris Squire no baixo, Andrew Jackman no teclado e Martyn Adelman na bateria. A primeira apresentação da banda foi na escola Kingsbury County, incluindo covers de Heartwave e da banda The Marvelettes.

### Período psicodélico
John Painter foi substituído por Pete Banks e Martyn Adelman foi substituído por Gunnar Hákonarson, este último vindo da Islândia. Passaram então a escrever material próprio, liderado por Jackman e Nardelli, sendo bastante influenciados pela cena contemporânea da música psicadélica. Lançaram os singles Created by Clive e 14 Hour Technicolor Dream em 1967.

### O fim
Terminaram a banda em 1967. Ambos Squire e Banks juntaram-se ao Mabel Greer's Toyshop e posteriormente ao Yes.
Nardelli, Jackman e algumas vezes Squire também trabalharam juntos após o fim do The Syn. Nardelli e Jackman gravaram e planejaram um futuro single da banda, Sunshine and Make Believe, com músicos convidados Tony Kaye no teclado e David O'List na guitarra, o que acabou não se tornando realidade. Jackman gravou outra peça do The Syn com uma orquestra, The Last Performance of the Royal Regimental Very Victorious and Valiant Band, lançado em 2004 na compilação Original Syn. Outra peça da banda, Mr White's White Flying Machine, foi lançada em 1970 por Ayshea em uma sessão produzida por Jackman, e com a presença de Squire no baixo.

### Reunião
A reunião do The Syn começou a se tornar realidade em dois eventos. Em 2003, Martyn Adelman contactou o mantenedor de uma página de internet de fãs do Yes  e aceitou participar de uma entrevista . Nardelli tomou conhecimento do fato e entrou em contato com Adelman. Juntamente com Banks, reuniram-se para discutir a reunião. Na mesma época Jackman faleceu, e havia um desejo dos outros integrantes em marcar sua passagem .
Em 2004 a nova banda começou as atividades. Banks trouxe o tecladista Gerard Johnson, com quem já havia trabalho em projetos anteriores. John Wetton era o baixista original, mas acabou saindo de última hora para a entrada de Steve Gee (integrante da banda de rock progressivo Landmarq). As sessões produziram novas versões de antigas canções da banda, como Illusion e Grounded, e uma versão estendida de Time and a Word, do Yes. As gravações foram realizadas em um estúdio do guitarrista Paul Stacey. Banks não continuou com o grupo, dando a explicação em sua página pessoal .
Nardelli continuou com a banda, e, no final de 2004, ele e Johnson começaram as gravações da nova canção Cathedral of Love, com a presença de Squire na banda. Paul Stacey se tornou guitarrista da banda, e seu irmão gêmeo Jeremy Stacey o baterista. Adelman também saiu do The Syn como baterista, se tornando apenas fotógrafo oficial da banda.
Lançaram seu primeiro álbum Syndestructible em outubro de 2005, com Cathedral of Love se tornando single. A formação da banda nessa época foi:
- Paul Stacey - guitarra, engenheiro de som e co-produtor
- Gerard Johnson - teclado e co-produtor
- Steve Nardelli - vocal
- Jeremy Stacey - bateria
- Chris Squire - baixo e backing vocal

A turnê The More Drama Tour, agendada para iniciar na América do Norte em agosto do mesmo ano, estava definida para apresentar o The Syn, Alan White e Steve Howe, com Squire, Howe, Alan White e Geoff Downes tocando materiais do Yes no final da noite (com Kevin Currie do White no vocal). Acabou sendo cancelada pouco antes de começar. A turnê do The Syn para essa turnê contaria com os integrantes: 
- Francis Dunnery - guitarra
- Gerard Johnson - teclado
- Steve Nardelli - vocal
- Gary Husband - bateria
- Chris Squire - baixo

A turnê pelo Reino Unido em maio de 2006 foi cancelada devido à baixa venda de ingressos, e em 16 de maio do mesmo ano Squire anunciou sua saída da banda.